# Компрессор (предприятие в Санкт-Петербурге)
АО «Компрессор» — завод в Санкт-Петербурге, одно из крупнейших машиностроительных предприятий России.

## История

### Основание
Создание предприятия для выпуска пневмотехники и воздухосжимателей было обусловлено перспективностью широкого применения сжатого воздуха не только в промышленности, но и на транспорте, в том числе морском, и в военной технике.
Во время Крымской войны 1853—1856 гг. изобретателями Н. Н. Спиридоновым, А. Ф. Титковым, И. Ф. Александровским было предложено множество проектов подводных лодок, которые предполагали применение сжатого воздуха. Однако компрессоров для сжатия воздуха не было создано (запасы сжатого воздуха на лодке хранились в баллонах), и проекты не были утверждены.
Во второй половине XIX в. большим событием в мире техники было строительство Мон-Сенисского туннеля, он же «туннель Фрежюс» — первый железнодорожный туннель под Альпами, соединивший Италию и Францию. Руководил работами итальянский инженер Жермен Соммейе. Этот 13‑километровый туннель, благодаря Соммейе, был сооружён рекордными темпами и открыт в 1871 г.; в ходе работ Соммейе сконструировал и запатентовал специальный пневматический аппарат для дробления горных пород.
Тщательные ознакомления с работами Ж. Соммейе подтвердили уверенность русского инженера С. И. Барановского в необходимости развития данного направления. Взгляды и предложения по развитию пневмотехники и воздухосжимателей С. И. Барановский изложил в 1857—1858 гг. в докладах и статьях, опубликованных в печатных изданиях Франции и Петербурга.
В 1859 г. журнал «Морской сборник» напечатал статью Степана Ивановича «Духовая сила как движитель».
В 1860 г., в Гельсингфорсе, на частном машиностроительном заводе по заказу и чертежам С. И. Барановского изготовили первый образец русского «воздухосжимателя» (компрессора). В мае того же года изобретатель получил десятилетнюю привилегию на исключительное право изготовления воздухосжимателей.
После двух лет успешной эксплуатации образца С. И. Барановский опубликовал статью «Воздухосжиматель» в журнале «Промышленность» и бюллетене Артиллерийского департамента военного ведомства, в которой изложил принцип действия и конструкцию компрессора.
В феврале 1862 г. по чертежам С. И. Барановского на Александровском заводе, где в 1845 г. был изготовлен первый российский магистральный паровоз, был создан «самокат» с пневмодвигателем («духоход»), который в течение нескольких месяцев обеспечивал движение небольших составов между Петербургом и Павловском. «Духоход» получил наименование «духовой самокат Барановского».
Продолжателем дела С. И. Барановского стал его сын В. С. Барановский. Будучи ответственным за механическую часть в проекте строительства подводной лодки И. Ф. Александровского, В. С. Барановский спроектировал компрессор с ручным приводом. Дальность плавания подводной лодки Александровского составляла всего 5 миль, и подлодка могла обеспечивать только мониторинг береговой линии. Именно поэтому, в 1864 г, была создана первая плавбаза — канонерская лодка «Дождь», на которой был установлен спроектированный В. С. Барановским компрессор с паровым приводом. С развитием торпедостроения возросла и роль воздуха высокого давления для перевода лодок из разряда «ныряющих» в истинно подводные.
По приглашению Нобеля В. С. Барановский начал работать над совершенствованием стрелкового оружия, артиллерийской техники и снарядов на заводе «Людвиг Нобель». В 1879 г. В. С. Барановский реконструировал картечницу Р. Гатлинга: упростил, сократил вес и сделал её шестиствольной.
В 1877 г. Владимир Барановский продемонстрировал образец пушки с оптическим прицелом — самого передового артиллерийского орудия того времени. Работы по созданию пушки февраля 1877 г. В. С. Барановский проводил уже на собственном заводе.

### Основные даты в истории завода
- 1877 г. 17 (28) февраля — создан «Машино- и пароходостроительный завод В. Барановского»
- 1896 г. — завод переименован в «Механические, трубочные и гильзовые заводы наследников П. В. Барановского»
- 1912 г. (июнь) — на базе заводов Барановских было учреждено «Акционерное общество механических, гильзовых и трубочных заводов наследников П. В. Барановского»
- 28 июня 1918 г. — Постановление Совета Народных Комиссаров РСФСР «Объявить собственностью РСФСР <…>со всеми капиталами, и имуществами, в чём бы таковые не заключались, <…>Акционерное общество гильзовых, механических и трубочных заводов наследников П. В. Барановского»
- 1918 г. — Акционерное общество гильзовых, механических и трубочных заводов наследников П. В. Барановского" переименовывается в "Государственный трубочный завод № 2 Объединения «Петрогубметалл» секции по металлу Совета Народного Хозяйства Западного района
- 1920 г. (январь) — "Государственный трубочный завод № 2 Объединения «Петрогубметалл» секции по металлу Совета Народного Хозяйства Западного района переведён в Объединение предприятий массового производства (при полностью сохранённой военной программе заказов)
- 1922 г. — Государственный трубочный завод № 2 переименован в "Петроградский трубочный завод «Красная Звезда»
- 1932—1934 гг. — Государственный механический завод № 6
- 1934—1946 гг. — Государственный союзный механический завод № 103
- 1946—31.01.1966 гг. — Завод № 103. Условное наименование — Предприятие п/я № 730
- 1966—10.07.1970 гг. — Ленинградский компрессорный завод. Условное наименование — Предприятие п/я «Г-4150»
- 1970 (июль) — 22.06.1976 гг. — Производственно-техническое объединение «Компрессор». Условное наименование — Предприятие п/я «Г-4150»
- 1976 (июнь) — 09.03.1981 гг. — Ленинградское производственное объединение «Компрессор»
- 2015 г. — Акционерное общество «Компрессор»

## История завода во времена Российской Империи
С целью создания машин и механизмов, вооружения в годы русско-турецкой войны, в 1877 г. был открыт «Машино- и пароходостроительный завод Барановского В. С. в Петербурге» (ныне АО «Компрессор»). Помощь в основании завода оказал двоюродный брат Владимира Пётр Викторович Барановский.
Для размещения оборудования завода у домовладельца Боронина были взяты два дома на Большом Сампсониевском проспекте в аренду на пять лет. В доме № 21 разместился механосборочный цех, в доме № 23 — кузница с паровым молотом.
Открытие завода состоялось 17 февраля 1877 г. Первоначально производились пушечные гильзы, дистанционные трубки (взрыватели), гранаты, лафеты, чугунные и стальные снаряды, приборы снаряжения и разряжения артиллерийских патронов, гидравлических и механических прессов для переобжимки стреляных гильз различных калибров. Завод дополнил производство Обуховского завода, завода «Новый Арсенал» и частного Путиловского.
После гибели В. С. Барановского, во время испытаний его новой пушки с оптическим прицелом, в марте 1879 г., завод полностью стал курировать П. В. Барановский. Он усилил финансирование за счёт уплаты должников за поставки, значительно расширил номенклатуру и объём заказов, а также увеличил производственные мощности завода. В 1880 г. П. В. Барановский получил разрешение на производственные работы в домах № 30, 31, 65 и 67 на набережной Большой Невки, также ранее принадлежавших купцу Боронину.
С этого времени на заводе конструировались и изготавливались тумбовые станки для скорострельных 57‑мм пушек Нордфельда, для одно-, пяти- и шестиствольных пушек Гочкисса,
для 152‑мм пушек Канэ. В 1883 г. на заводе был сконструирован палубный станок для морской 107‑мм пушки с компрессором и гидравлическим откатом. Успешные испытания станка на морском полигоне и кораблях позволили в 1885 г. получить заказ на производство 25 станков. Через два года были изготовлены станки, во многом превосходящие по качеству зарубежные, для корабельного дальнобойного 152‑мм орудия «Обуховского завода». Помимо корабельных станков производились полевые пушки, пулемёты типа «Максим». Завод был полностью обеспечен заказами.
С 1896 г., после смерти П. В. Барановского, предприятие перешло вдове, двум дочерям и сыну В. П. Барановскому (в равных долях, хотя сын играл ведущую роль) и стало называться «Механические, трубочные и гильзовые заводы наследников П. В. Барановского».
К началу 1910-х гг. В. П. Барановский пригласил в качестве партнёров по бизнесу отставного адмирала М. Г. Веселаго и депутата Ф. М. Крузе, а также Н. И. Джумайло, К. К. Шпана и К. М. Соколовского. В отсутствие сына, который мог бы стать наследником, он решает преобразовать семейный бизнес в акционерное общество и таким образом привлечь требуемый для расширения производства капитал, что и было сделано в 1911—1912 гг. Синдикат банков-инвесторов возглавил Петербургский учётный и ссудный банк, в декабре 1912 года акции купил также Русско-Азиатский банк, а перед самой Первой Мировой войной дополнительные инвестиции были привлечены во Франции — в январе 1914 года подписано соглашение с Банком Парижского союза. В результате образовался целый промышленный концерн, при этом по уставу ни один акционер не имел больше 10% голосов.
Во время Первой мировой войны Общество Барановского, активно развиваясь, нарастило производство и выкупило в 1915—1916 гг. основанное Джоном Юзом Новороссийское общество каменноугольного, железного, стального и рельсового производства с его шахтами и знаменитым металлургическим заводом.
После Октябрьской революции, как и остальной крупный частный бизнес, оно было национализировано.

## Продукция
Традиционным потребителем продукции завода «Компрессор» является ВМФ РФ, для которого изготавливаются малошумные компрессоры высокой надёжности, малых габаритов, низких уровней вибрации, что достигается применением специальных средств, разработанных заводским конструкторским бюро. Теперь они используются на гражданских судах, у энергетиков, нефтяников, металлургов, в пищевой и других отраслях промышленности.
Продукция завода нашла применение в большой энергетике, включая и атомную. Изделия завода используются на Белоярской, Нововоронежской, Ленинградской, Калининской АЭС, осуществлены поставки для АЭС в Индии и Иране. Первая плавучая атомная электростанция оснащена компрессорами производства АО «Компрессор».
В состав предприятия входит центральное конструкторское бюро и три серийных завода. Санкт-Петербургское предприятие «Компрессор» остаётся одной из ведущих в России фирм по разработке и производству компрессорного оборудования самого широкого назначения.
В последние годы АО «Компрессор» активно сотрудничает с ПАО «Газпром», в том числе и по проблемам импортозамещения.

## Интересные факты
В честь 140-летия завода в 2017 году выпустится марка «С любовью к городу».
Торпедные аппараты производства Н.К.Т.П. гос. союзный мех. завод № 103 (Ленинград) были установлены на легендарной советской подводной лодке С-56.

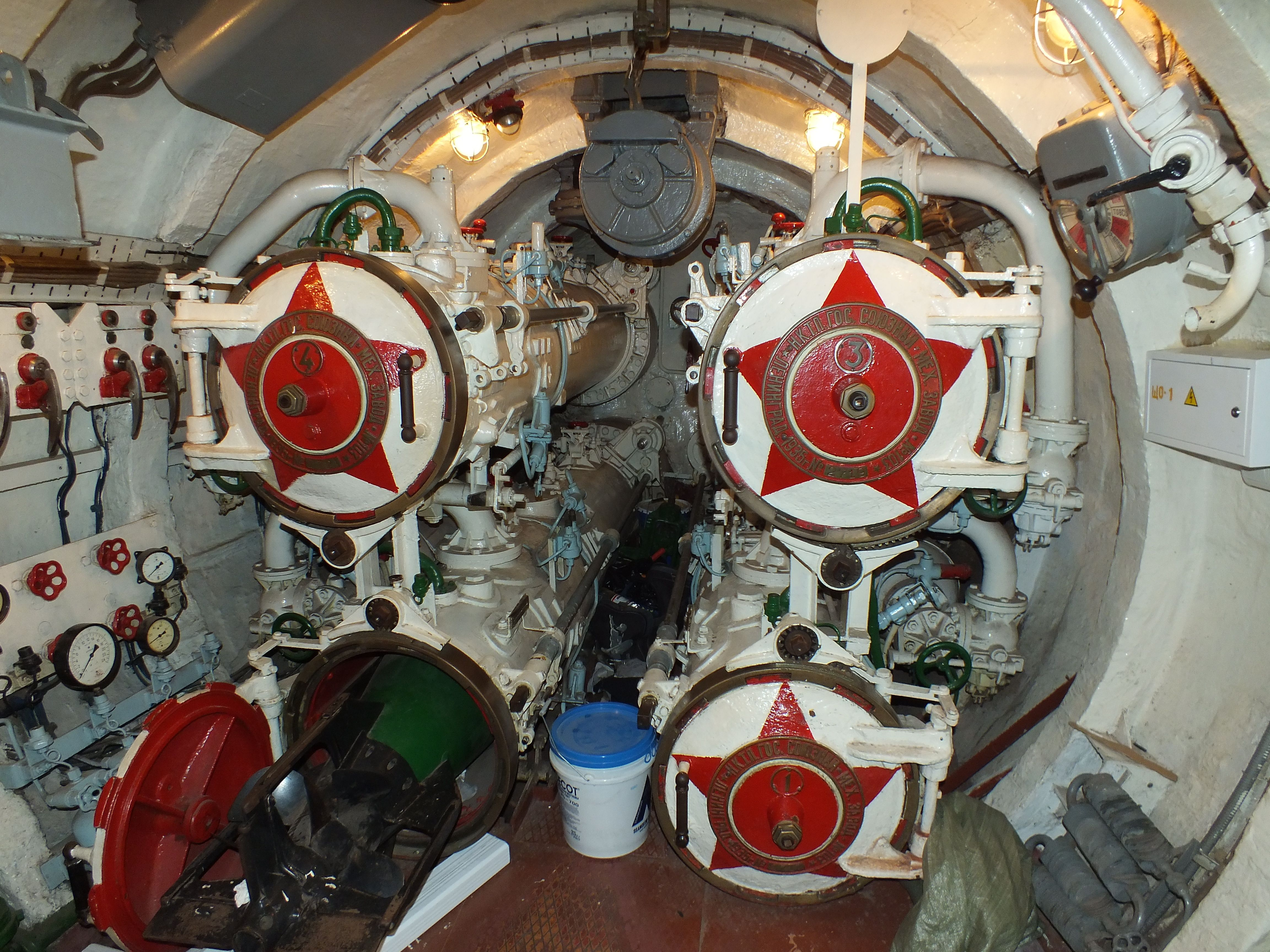
С-56 торпедные аппараты